# Sociedade Portuguesa de Psicossomática
A Sociedade Portuguesa de Psicossomática destaca-se como uma entidade essencial no cenário da saúde em Portugal, dedicada à investigação e compreensão das intrincadas conexões entre fatores psicológicos e condições físicas. Composta por profissionais de diversas áreas, como medicina e psicologia, a sociedade desempenha um papel crucial na promoção de uma abordagem integrativa à saúde, considerando tanto os aspetos mentais quanto os físicos.

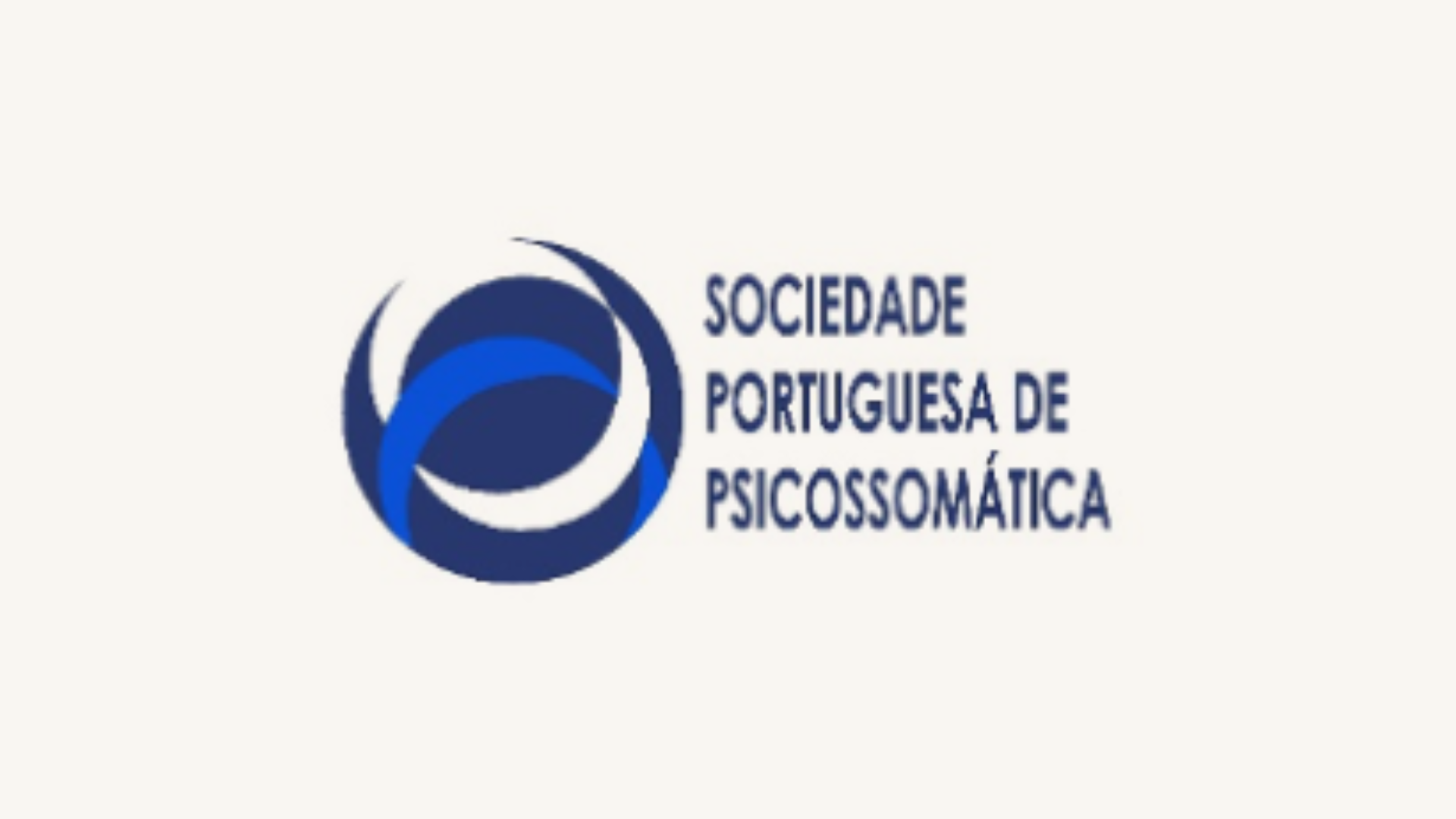
Sociedade Portuguesa de Psicossomática

No cerne da missão da sociedade encontra-se a promoção da pesquisa em psicossomática. Membros ativos engajam-se em estudos que visam aprofundar o conhecimento sobre como emoções, pensamentos e experiências psicológicas podem influenciar diretamente o estado da saúde física. Essa dedicação à pesquisa não apenas amplia a base de conhecimento na área, mas também contribui para avanços significativos nas práticas clínicas.
A educação é outra peça fundamental no trabalho da Sociedade Portuguesa de Psicossomática. Através de eventos como conferências, workshops e programas educacionais, a sociedade proporciona um espaço para a disseminação de conhecimentos atualizados e para o desenvolvimento de habilidades por parte dos profissionais de saúde. Dessa forma, procura-se garantir que a compreensão das relações psicossomáticas seja amplamente difundida e aplicada na prática clínica.
Além da pesquisa e educação, a sociedade fomenta a colaboração interdisciplinar. Ao reunir especialistas de diferentes campos, promove-se um ambiente propício para a troca de ideias e experiências, contribuindo para uma abordagem mais holística no tratamento de condições psicossomáticas. Essa colaboração multidisciplinar não apenas enriquece o entendimento das complexas interações mente-corpo, mas também favorece a implementação de abordagens mais eficazes nos cuidados de saúde.

## História
A história da Sociedade Portuguesa de Psicossomática remonta a 1986, quando foi fundado o Núcleo de Investigação e Sensibilização numa Perspetiva Terapêutica em Psicossomática (NISPTP) no Hospital de Santa Maria, no Serviço de Psiquiatria. Sob a liderança do Dr. José António Barata, o NISPTP tinha como objetivos refletir, de maneira multidisciplinar, sobre as interações corpo-mente, aprofundar o conceito de patologia psicossomática e criar um grupo coeso capaz de investigar correlatos entre transformações mentais e parâmetros psicológicos, imuno-endocrinológicos e biológicos.
Durante sete anos, membros como Dra. Ana Croca, Dra. Anabela Gomes, Dr. António Coimbra de Matos, e outros, exploraram temas como Psicofisiologia, Psicanálise, Psico-Imuno-Endocrinologia e Filosofia. A reflexão clínica era supervisionada pelo Professor Doutor António Coimbra de Matos, proporcionando uma experiência gratificante e permitindo a construção de teorias pessoais da prática profissional.
Em 1993, em busca de consolidação e aprofundamento científico, em colaboração com os Professores Doutores Rui Mota Cardoso e Ramiro Veríssimo, o Dr. José António Barata e outros membros do NISPTP fundaram a Sociedade Portuguesa de Psicossomática. Ao longo dos anos, sob presidências como a do Professor Doutor Rui Mota Cardoso e do Dr. José António Barata, a sociedade promoveu reuniões, colóquios e congressos, além de publicar a Revista Portuguesa de Psicossomática desde 1999. A Sociedade continua a ser um espaço de reflexão multidisciplinar, aberto ao conhecimento e à troca de experiências, mantendo o rigor científico e a ética na relação terapêutica. Mesmo após uma interrupção temporária na publicação da revista em 2005, a Sociedade Portuguesa de Psicossomática permanece comprometida com os seus objetivos iniciais, oferecendo uma contribuição valiosa para a compreensão das complexas interações entre a mente e o corpo.

## Direção Atual
- Presidente: Silvia Ouakinin
- Presidente Adjunto: Patrícia Câmara
- Secretário: Marco Torrado
- Tesoureira: Alexandra Silvestre Coimbra[3]